# Гекхан Тере
Гекхан Тере (тур. Gökhan Töre, нар. 20 січня 1992, Кельн, Німеччина) — турецький футболіст, півзахисник клубу «Адана Демірспор».

## Клубна кар'єра
Вихованець юнацьких команд футбольних клубів «Баєр 04» та «Челсі».
У дорослому футболі дебютував 2011 року виступами за команду клубу «Гамбург», в якій провів один сезон, взявши участь у 23 матчах чемпіонату.  Більшість часу, проведеного у складі «Гамбурга», був основним гравцем команди.
Своєю грою за цю команду привернув увагу представників тренерського штабу казанського «Рубіна», до складу якого приєднався 2012 року. У Росії не заграв і наступного року перейшов до турецького «Бешикташа», спочатку на правах оренди. У серпні 2014 року «Бешикташ» викупив контракт півзахисника і уклав з ним п'ятирічний контракт.
Влітку 2016 року приєднався до англійського «Вест Гем Юнайтед» на правах однорічної оренди з правом подальшого викупу.

## Виступи за збірні
Народжений у Німеччині гравець на рівні збірних вирішив захищати кольори своєї історичної батьківщини, Туреччини, і ще 2007 року дебютував у складі юнацької збірної Туреччини, взяв участь у 35 іграх на юнацькому рівні, відзначившись 4 забитими голами.
Протягом 2009–2010 років залучався до складу молодіжної збірної Туреччини. На молодіжному рівні зіграв у 2 офіційних матчах.
2011 року провів одну гру за другу збірну Туреччини, а в серпні того ж року дебютував в офіційних матчах й у складі головної збірної Туреччини. Наразі провів у формі головної команди країни 26 матчів.

## Титули і досягнення
- Володар Суперкубка Росії (1):

«Рубін»:  2012
- Чемпіон Туреччини (1):

«Бешикташ»: 2020-21
- Володар Кубка Туреччини (1):

«Бешикташ»: 2020-21
- Володар Суперкубка Туреччини (1):

«Бешикташ»: 2021